# ناحیه باترفیلد، میشیگان
ناحیه باترفیلد (به انگلیسی: Butterfield Township) یک منطقهٔ مسکونی در ایالات متحده آمریکا است که در شهرستان میسوکی واقع شده‌است. ناحیه باترفیلد ۴۸۹ نفر جمعیت دارد و ۳۴۵ متر بالاتر از سطح دریا واقع شده‌است.